# Maurício de Almeida Abreu
Maurício de Almeida Abreu (Rio de Janeiro, 18 de dezembro de 1948 - Rio de Janeiro, 9 de junho de 2011) foi um geógrafo brasileiro que contribuiu para o desenvolvimento da geografia histórica e geografia urbana no Brasil. É considerado também historiador, professor e escritor. 

## Carreira profissional
Foi professor titular do programa de graduação e pós-graduação em Geografia da Universidade Federal do Rio de Janeiro, com mestrado e doutorado na Universidade Estadual de Ohio (EUA) (1971-1976), dedicando-se principalmente às temáticas de Geografia Urbana e Geografia Histórica do Rio de Janeiro.
Tendo o Rio de Janeiro como objeto de investigação, Mauricio Abreu teve como principais linhas de investigação o processo de fracionamento das terras urbanas cariocas desde o período da fundação em 1565 até o século XX, o aparecimento das favelas e sua disseminação e a avaliação das políticas de urbanização da cidade.

## Biografia de Maurício de Almeida Abreu
Nasceu no Rio de Janeiro, em uma família de classe média. Seu avô era advogado e historiador, durante 50 anos trabalhou no Arquivo Público do Estado de São Paulo e escreveu toda a história do litoral paulista. O pai era contador e trabalhava para uma empresa americana de publicidade, J. Walter Thompson, falava inglês e latim pois inicialmente tencionara ser padre. A mãe era dona de casa, tocava piano, falava francês. Era o caçula de três irmãos.
Fez o curso primário em escola particular, mas completou o antigo ginásio e o 2º grau no Colégio Pedro II, que possuía uma espécie de prova para entrar, na época, por ser muito concorrido. Três meses antes de fazer o vestibular, decidiu-se por geografia, assunto pelo qual sempre teve interesse, desde criança, mas acabou fazendo o vestibular de Letras da UFF, que mais tarde abandonou. Dois meses após ter passado em Letras, fez o vestibular de Geografia, em que foi aprovado em 1º lugar, em 1967. Em 1968, foi aluno de Lysia Bernardes, que o indicou para o IBGE onde fez estágio, abandonando, em definitivo, as Letras. Foi aluno de Maria do Carmo Corrêa Galvão e Bertha Becker, além da geógrafa urbana Maria Therezinha de Segads Soares.
Seu primeiro trabalho para a UFRJ foi “As causas do Crescimento Urbano recente de Itaboraí-Venda das Pedras”, ao lado de Maria do Socorro Diniz, publicado no Boletim Carioca de Geografia. Terminou licenciatura em Geografia em 1970, e obteve o Ph.D em 1976. Fez mestrado e doutorado em Ohio State, nos Estados Unidos. Prestou concurso para Professor titular de geografia da UFRJ em 1997.

## Obras

### Características
Sua obra mais conhecida foi “Evolução Urbana do Rio de Janeiro (1987)”, um livro no qual retrata de forma extremamente detalhada os processos de transformação pelos quais passou a cidade até o século XX. A obra é considerada rara, e os poucos exemplares ainda disponíveis estão em sebos. A livraria do Instituto Pereira Passos promove reimpressões com alguma frequência, porém rapidademente estes se esgotam.
No final de 2010 lançou aquela que já pode ser considerada a mais completa obra acerca do processo de formação do Rio de Janeiro nos séculos XVI e XVII. “Geografia Histórica do Rio de Janeiro - 1502-1700”, dividida em dois volumes que custou a Mauricio Abreu quinze anos de pesquisas em diferentes instituições brasileiras, portuguesas, francesas e do Vaticano, englobando todas as modificações do território carioca e fluminense por 200 anos. A obra demonstra todos os detalhes da construção do Rio de Janeiro nos séculos XVI e XVII, divididos em quatro etapas: O processo de conquista; a apropriação do território e a formação da sociedade colonial: agentes, ritmos e conflitos; o Rio de Janeiro e o sistema Atlântico; e a cidade de São Sebastião.
A Câmara Municipal do Rio de Janeiro decidiu, em 16/03/11, entregar a Maurício de Almeida a Medalha Pedro Ernesto, pela dedicação à pesquisa da história e geografia do Rio de Janeiro. A Medalha foi entregue em 27 de abril de 2011.

### Obras principais
- Um quebra-cabeças (quase) resolvido: Os engenhos da Capitania do Rio de Janeiro - Séculos XVI e XVII. Rio de Janeiro. Disponível em Instituto Camões
- Migration: Urban Labor Absorption and Ocupational Mobility in Brazil, Columbus, Ohio: Ohio State University, 1976.
- Políticas Públicas e Estrutura Interna das Cidades: Uma Abordagem Preliminar, Anais do 3º Encontro Nacional de Geógrafos, Fortaleza, 1978.
- O Estágio Atual da Geografia no Brasil: Uma Visão Crítica, Anais do 3º Encontro Nacional de Geógrafos, Fortaleza, 1978.
- Estado e Espaço Urbano: Uma Perspectiva Histórica, Anais do 4º Nacional de Geógrafos, Rio de Janeiro, 1980.
- Contribuição ao Estudo do Papel do Estado na Evolução da Estrutura Urbana, Revista Brasileira de Geografia, 1981.
- O Crescimento da Perifeiras Urbanas nos Países do Terceiro Mundo: Uma Apresentação do Tema. Conferência Regional Latino-Americana, Rio de Janeiro, 1982.
- Urban Structure and the Role of the State, Conferência Regional Latino-Americana, 1982.
- A Construção do Espaço, São Paulo: Nobel, 1986.
- Da Habitação ao Habitat: A Questão da Habitação Popular no Rio de Janeiro e sua Evolução, Revista do Rio de Janeiro, 1986.
- Evolução Urbana do Rio de Janeiro, Rio de Janeiro: Zahar, 1987.
- A Periferia de Ontem: O Processo de Concentração do Espaço Suburbano no Rio de Janeiro, Espaço & Debates, 1987.
- Reflexões sobre Algumas Críticas da Geografia Crítica, I Encontro Estadual de Profissionais de Geografia, Uberlândia, 1989.
- A Dimensão Temporal na Geografia, Rio de Janeiro, Disponível em UFRJ.
- Sobre a Memória das Cidades, Disponível em Revista da Faculdade de Letras.
- O Estudo geográfico da Cidade no Brasil: Evolução e Avaliação. In: Carlos, Ana Fani Alexandri (org). Os Caminhos da Reflexão sobre A Cidade e o Urbano. São Paulo: USP, 1994.
- Geografia Histórica do Rio de Janeiro - 1502-1700, Rio de Janeiro: Instituto Pereira Passos (IPP)/ Editora Andrea Jacobsen, 2010